# Sahnaya
Sahnaya (tiếng Ả Rập: صحنايا, lso đánh vần Sihnaya hoặc Sehnaya) là một thị trấn ở miền nam Syria, một phần hành chính của Tỉnh Rif Dimashq, nằm ở phía tây Damascus ở phía tây Ghouta. Các địa phương gần đó bao gồm Ashrafiyat Sahnaya, Darayya, Muadamiyat al-Sham, Jdeidat Artouz, Khan Danun và Al-Kiswah. Theo Cục Thống kê Trung ương Syria, Sahnaya có dân số 13.993 trong cuộc điều tra dân số năm 2004. Thị trấn cũng là trung tâm hành chính của Sahnaya nahiyah bao gồm hai thị trấn với dân số kết hợp là 44.512. Sahnaya là một trong số ít các thị trấn ở Ghouta có cộng đồng Druze đa số, cùng với Jaramana, Ashrafiyat Sahnaya và Deir Ali.

## Lịch sử
Cư dân của Sahnaya chủ yếu là Druze và Chính thống giáo Hy Lạp. Hang động của Thánh Paul gần thị trấn được cho là nơi ẩn náu của Sứ đồ Phao-lô khi ông bị truy đuổi ở Damascus. Một thủ đô chính thống Hy Lạp cũ của Argentina, Malatios Alsweti, đến từ Sahnaya. Thị trấn cũng được biết đến với những cây ô liu già, một số trong đó có khoảng 500 năm tuổi.

## Địa lý và dân số
Sahnaya có dân số nông thôn và khí hậu nóng. Hầu hết các ngôi nhà đều đơn giản; Chúng hầu hết được làm bằng xi măng Bởi vì nó nằm ở Damascus, một trong những thành phố lâu đời nhất trên thế giới. Gần đây, do cuộc nội chiến ở Syria, Sahnaya đã tiếp đón hàng chục ngàn cư dân của nước láng giềng Darayya và Al-Sabinah, những người chủ yếu là người Hồi giáo Sunni. Thị trấn có một nhà thờ được đặt theo tên của Saint Elijah và một Druze Mejlis (hội đồng tôn giáo).

## Khí hậu
Ở Sahnaya, có khí hậu thảo nguyên địa phương. Lượng mưa vào mùa đông cao hơn vào mùa hè. Phân loại khí hậu Köppen-Geiger là BSk. Nhiệt độ trung bình hàng năm ở Sahnaya là 17,0 °C (62,6 °F). Khoảng 217 mm (8,54 in)   lượng mưa giảm hàng năm. 
| Dữ liệu khí hậu của {{{location}}} | Dữ liệu khí hậu của {{{location}}} | Dữ liệu khí hậu của {{{location}}} | Dữ liệu khí hậu của {{{location}}} | Dữ liệu khí hậu của {{{location}}} | Dữ liệu khí hậu của {{{location}}} | Dữ liệu khí hậu của {{{location}}} | Dữ liệu khí hậu của {{{location}}} | Dữ liệu khí hậu của {{{location}}} | Dữ liệu khí hậu của {{{location}}} | Dữ liệu khí hậu của {{{location}}} | Dữ liệu khí hậu của {{{location}}} | Dữ liệu khí hậu của {{{location}}} | Dữ liệu khí hậu của {{{location}}} |
| Tháng                              | 1                                  | 2                                  | 3                                  | 4                                  | 5                                  | 6                                  | 7                                  | 8                                  | 9                                  | 10                                 | 11                                 | 12                                 | Năm                                |
| ---------------------------------- | ---------------------------------- | ---------------------------------- | ---------------------------------- | ---------------------------------- | ---------------------------------- | ---------------------------------- | ---------------------------------- | ---------------------------------- | ---------------------------------- | ---------------------------------- | ---------------------------------- | ---------------------------------- | ---------------------------------- |
| [ cần dẫn nguồn ]                  |                                    |                                    |                                    |                                    |                                    |                                    |                                    |                                    |                                    |                                    |                                    |                                    |                                    |